# George re della giungla 2
George re della giungla 2 (George of the jungle 2) è un film del 2003 diretto da David Grossman. È basato sui personaggi della serie animata George della giungla del 1967.
Il film è il sequel di George re della giungla...?.

## Trama
Il film si apre con un'introduzione a cartoni animati che mostra George che ritorna a casa da sua moglie Ursula per il pranzo nella regione fittizia Bukuvu. George ha un figlio e deve decidere se occuparsi dei suoi amici animali o occuparsi di Ursula e suo figlio. Ma il giorno del compleanno di Junior sua suocera Beatrice convince Ursula a tornare alla civiltà con suo figlio e George si vede costretto a partire con questi ultimi a Las Vegas perché Scipione viene truffato da Lyle in una sala da gioco chiamata Conrad Jupiters per rubare l'atto della montagna delle scimmie che George nasconde nelle sue mutande.
A Las Vegas Scipione si esibisce e George incontra Lyle al Circus Circus Las Vegas che cerca di conquistare Ursula e grazie ad Armando, un ipnotizzatore riesce nel suo intento. George scappa e si dirige con Ursula e Junior a Bukuvu dove un leone ha usurpato il suo trono quando era partito per Las Vegas e un gruppo di bulldozer guidati da Lyle cercano di distruggere la montagna delle scimmie. Insieme ai suoi amici animali riesce a fermare i bulldozer e a sconfiggere Lyle che viene buttato via di scena dal narratore.
Nel finale, Ursula e George si risposano e quest'ultimo finisce accidentalmente nella finestra della casa sull'albero intento a rientrare per il pranzo.

## Colonna sonora
La title song "George of the jungle" venne scritta da Sheldon Allman e Stanley Worth e cantata dalla band Presidents of the United States of America. La canzone rappresenta il motivo principale del film.

### Tracce
1. George re della giungla (George of the jungle) - Sheldon Allman e Stanley Worth (in italiano Luca Velletri)
2. Dr. Bones - Steve Perry
3. The Gambler - Don Schlizt
4. Dela (So che il cane ulula alla luna) (Dela - I know the dog howls at the moon) - Johnny Clegg
5. Theme from the Monkees - Bobby Hart e Tommy Boyce
6. Voglio sapere cos'è l'amore (I want to know what love is) - Mick Jones
7. Charlie's angels theme - Jack Elliott e Allyn Ferguson
8. Il buono, il brutto e il cattivo (The Good, the Bad and the Ugly) - Ennio Morricone

### Interpreti
Qui di seguito sono elencati gli interpreti delle musiche.
- Presidents of the United States of America - George re della giungla (versione italiana cantata da Luca Velletri)
- Cherry Poppin' Daddies - Dr. Bones
- Johnny Clegg & Savuga - Dela (So che il cane ulula alla luna)

## Distribuzione
Il film venne prodotto dalla Walt Disney Pictures con la Mandeville Films e originariamente distribuito nei cinema il 21 ottobre 2003 in USA mentre negli altri stati è uscito:
- 18 agosto 2003 nel Regno Unito
- 19 agosto 2003 nei Paesi Bassi
- 21 ottobre 2003 in USA
- 19 novembre 2003 in Giappone
- 18 gennaio 2004 in Australia
- 28 aprile 2004 in Norvegia presentato al Kristiansand International Children's Film Festival
- 18 ottobre 2004 in Islanda

## Home video

### DVD

#### Caratteristiche
- Lingue in Dolby Digital 5.1: italiano, inglese, tedesco, turco.
- Sottotitoli in italiano, inglese, inglese per non udenti, tedesco, spagnolo, turco.
- Contenuti speciali:
  - George re della giungla 2: dietro gli alberi;
  - Gioco: fare sport sugli alberi;
  - Scene eliminate con il commento del produttore e del regista;
  - Lavori nella giungla.

## Curiosità
- Nel film compaiono due imitatori di Kenny Rogers e Elvis Presley interpretati rispettivamente da Dean Vegas e Paul Wayne.